# 마리사 라이언
머리사 라이언(Marisa Ryan, 1974년 11월 20일 ~ )은 미국의 배우이다.
맨해튼에서 태어났다.

## 출연 작품
- 미들그라운드 (2017년)
- 컨페션 오브 어 데인저러스 마임 (2004년) - 수잔 스타플레튼 역
- 저스티스 (2003년)
- 웻 핫 아메리칸 썸머 (2001년)
- 라이딩 위드 보이즈 (2001년)
- 메리와 로다 (2000년)
- 콜드 하트 (1999년) - 빅토리아 역
- 슬라브스 투 더 언더그라운드 (1997년) - 수지 역
- 러브 올웨이스 (1996년)
- 알렉스 실종 사건 (1983년)

### 텔레비전
- 법과 질서 (1990년)